# Аше, Реджинальд
Реджинальд Аше (англ. Reginald Haché; род. 26 ноября 1932, Уотервилл, штат Мэн) — американский композитор и музыкальный педагог.
Окончил Консерваторию Новой Англии (1954), среди его учителей были Иван Вальдбауэр (композиция), Ричард Арнелл (оркестровка) и Миклош Швальб (фортепиано). По окончании курса проходил военную службу в 7-й армии США в Западной Германии, в составе армейского оркестра, затем преподавал в Канаде и, более 25 лет, в Северо-Восточном университете. Написал фортепианный концерт (1978), музыку к радиоспектаклям «Алая буква» (по Н. Готорну) и «Остров сокровищ» (по Р. Л. Стивенсону), ряд других оркестровых и камерных сочинений. Автор переложений для двух фортепиано, в том числе сюит Модеста Мусоргского «Картинки с выставки» и Клода Дебюсси «Детский уголок». Выступал как пианист, в том числе аккомпанируя Джозефу Силверстайну. Автор ряда статей по истории музыки (в частности, о фортепианных пьесах Чарлза Томлинсона Гриффса) и книги воспоминаний «Почти получилось» (англ. Almost Made It, 2012).